# Jananne Al-Ani
Jananne Al-Ani est une artiste irlando-irakienne née en 1966. 

## Biographie
Jananne Al-Ani est née à Kirkouk en Irak en 1966 d'un père irakien et d'une mère irlandaise. À cause de la guerre entre l'Iran et l'Irak, elle part s'installer en Angleterre avec sa mère et ses 3 sœurs en 1980.  Elle étudie les beaux-arts, obtient son diplôme de l'École d'Art Byam Shaw (en) en 1986 puis un master en photographie du Royal College of Art en 1997. Elle vit et travaille à Londres à l'Université des Arts de Londres . 

## Carrière
Jananne Al-Ani s'intéresse de près au documentaire, en utilisant comme supports la photographie, le film et la vidéo. Elle s'inspire de ses souvenirs intimes et de récits plus officiels. Sa double appartenance culturelle Europe/Moyen-Orient se retrouve régulièrement questionnée dans son travail, elle utilisera sa mère et ses sœurs et leur rapport au corps féminin dans certaines de ses œuvres photographiques. Son travail porte également sur les paysages du Moyen-Orient, l'archéologie et sa représentation visuelle.  
Résumant son travail dans une interview avec le conservateur et critique Nat Muller, Jananne Al-Ani déclare: "Je m'intéresse depuis longtemps à la représentation du corps. Les premières œuvres que j'ai exposées portaient sur la manière dont le corps des femmes a été représenté tout au long de l'histoire de la peinture occidentale. Avant le développement de la photographie et du film, les idéaux changeants de la beauté féminine étaient clairement définis dans le travail des artistes. [...]. J'ai commencé à voir le corps lui-même comme un territoire contesté et au cours des années 90, j'ai produit une série d'œuvres qui tentaient de contrer l'obsession européenne de découvrir et de mettre à nu les corps de femmes voilées. Plus récemment, avec le projet Aesthetics of Disappearance, j'ai tenté de réoccuper cet espace. Ainsi, bien que la présence du corps soit implicite plutôt qu'explicite, les traces de l'activité humaine dans le paysage sont évidentes. " 
En 2011, elle expose à Paris sur le thème Topographies de la guerreà Le Bal

## Prix
- 1996: John Kobal portrait Award
- 2000: East International Award
- 2011: Abraaj Capital Art Prize [6]

## Expositions personnelles
- Un homme aimant, Imperial War Museum, Londres (1999)[7].
- Le territoire du dédoublement, Musée Réattu, Arles (2002)
- Art Now: Jananne Al-Ani: La visite, Tate Britain, Londres (2005)[8].
- Darat al-Funun - Fondation Khalid Shoman, Amman, Jordanie (2010).
- Shadow Sites: Travaux récents de Jananne Al-Ani, Freer Gallery of Art et Arthur M. Sackler Gallery, Washington, DC (2012)[9].
- Groundwork, Centre d'art de Beyrouth, Liban (2013)[10].
- Fouilles, Hayward Gallery Project Space, Londres (2014)[11].

## Collections
Le travail de Jananne Al-Ani se trouve dans les collections publiques de différents centres artistiques: 
- Tate, Londres[12].
- Victoria and Albert Museum, Londres[13].
- Centre Pompidou, Paris[14].
- Smithsonian Institution, Washington, DC [15]
- Museum Moderner Kunst Stiftung (MUMOK), Vienne[16].
- Darat al-Funun - Fondation Khalid Shoman, Amman, Jordanie[17].

## Voir également
- Culture irakienne
- Arts de l'Islam
- Liste des artistes irakiens